# Edomsko Kraljevstvo
Edomsko Kraljevstvo bila je država semitskog naroda Edomita. Prostirala se na Edomskoj visoravni. 
Prema Bibliji je često ratovao s Izraelom, među njima i kraljem Davidom. Edomska je država morala imati dovoljno složeno društvo a da bi mogla organizirati i voditi vojsku. Da su bili kao neka beduinska skupina plemena koja je lutala okolo u potrazi za pašnjacima i pojilima za koze i ovce. Donedavno brojni su znanstvenici bili stava da je edomska država bila u Davidovo vrijeme jednostavno pastirsko društvo. Prema toj tezi isti su znanstvenici držali da drevni Izrael (ili Kraljevstvo Juda) nije bio razvijen u državu sve do stoljeće ili više poslije Davida. Prema njima drevni je Izrael bio u situaciji kao nesložena društva istočno od Jordana, poput Kraljevstva Amona, Moaba ili Edoma. Arheološka istraživanja otkrila su znakove veće razvijenosti. Istraživana lokacija Khirbat en-Nahas pokazala se jednom od najvećih utvrda iz željeznog doba u pustinjama Jordana, Izraela i Sinaja.
Najstariji spomen Edoma nije u Bibliji, nego u staroegipatskim zapisima iz vremena faraona Mernepta (oko. 1224. – 1214, pr. Kr.). Nastanak Edomskog Kraljevstva datira se u 13. st. pr. Kr., a prestaje postojati kad su ga osvojili Hasmonejci.

## Vanjske poveznice
|  | Zajednički poslužitelj ima još gradiva o temi Edomsko Kraljevstvo |